# Bruno Zieger

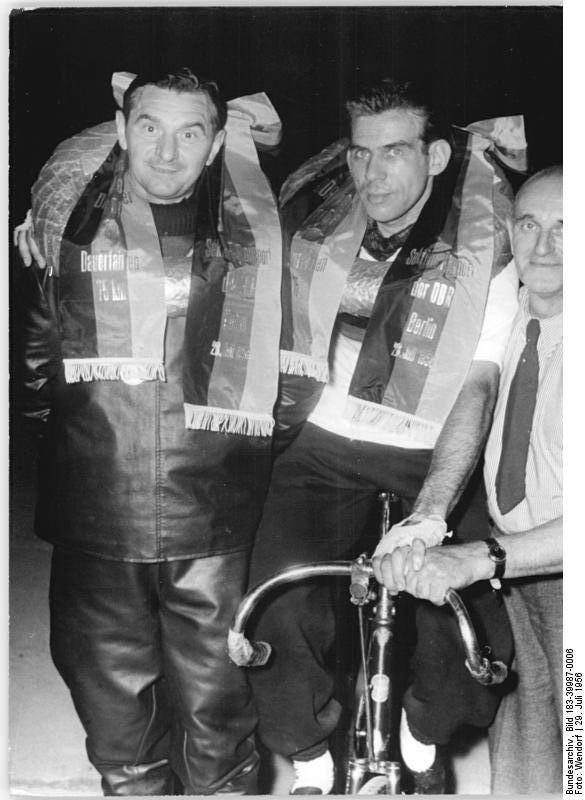
Bruno Zieger (M.) mit seinem Schrittmacher Horst Aurich (l.) bei der Meisterehrung 1956

Bruno Zieger (* 25. Juli 1925 in Erfurt; † 14. Januar 2009 ebenda) war ein deutscher Radrennfahrer.

## Karriere
Bruno Zieger startete für „Fortuna Erfurt“ und startete zunächst in allen Disziplinen des Bahnradsports. Eine Zeit lang war er Berufsfahrer, trat aber wieder zu den Amateuren über. Später war ein Spezialist für Steherrennen. In dieser Disziplin wurde er dreimal DDR-Meister in Folge von 1955, 1956 und 1957, sein Schrittmacher war der Leipziger Horst Aurich. Sechs weitere Titel errang er in anderen Disziplinen, vier davon allein bei den Ostzonen-Meisterschaften 1949 (im Tandemrennen, Sprint, Zeitfahren und in der Mannschaftsverfolgung); 1950 wurde er gemeinsam mit Georg Stoltze DDR-Meister im Zweier-Mannschaftsfahren. Bei der DDR-Rundfahrt im Jahre 1952 belegte er in der Gesamtwertung Platz drei, nachdem er die Etappe Magdeburg–Erfurt über 240 Kilometer mit zehn Minuten Vorsprung gewonnen hatte. Er gewann noch zwei weitere Etappen und führte seinen Mannschaftskapitän Erich Schulz zum Sieg. Seine Titelsammlung hatte er 1949 ergänzt, als er mit der BSG KWU Erfurt die damalige Ost-Zonen-Meisterschaft im 100-Kilometer-Mannschaftszeitfahren gewann. In dieser Disziplin gewann er auch 1951 den Titel bei der Studenten-Weltmeisterschaft (mit Lothar Meister I, Edgar Schatz, Georg Stoltze, Detlef Zabel und Karl Hesse).
Ende der 1940er und Anfang der 1950er Jahre fuhr Zieger, der das Stehermaterial des 1952 auf der Erfurter Radrennbahn Andreasried tödlich verunglückten Erich Metze übernommen hatte, als Profi. 1955 wurde der Berufsradsport in der DDR abgeschafft, und Zieger wurde im März 1955 reamateurisiert. Das Goldene Rad von Erfurt gewann er 1956, ebenso das Goldene Rad von Berlin (wie auch 1957). 1955 und 1957 gewann er den Großen Preis der Stadt Leipzig im Steherrennen. 1957 wurde er beim Welt-Kriterium der Steher (Vorläufer der 1958 wieder eingeführten Weltmeisterschaften für Amateur-Steher) in Leipzig 8 hinter Sieger Pizzali aus Italien.

## Berufliches
Zunächst war Zieger in seinem Ausbildungsberuf als Maler/Tapezierer tätig. Auch nach dem Ende seiner aktiven Rennfahrerkarriere blieb Zieger dem Radsport verbunden und war über drei Jahrzehnte Leiter der Radrennbahn Andreasried.

## Privates
Er war der Vater der Rocksängerin Petra Zieger.